# Fastida
Fastida (fl. III secolo) fu un re dei Gepidi nel III secolo.

## Storia
La battaglia che intraprese contro i Visigoti termino' con una sconfitta, e venne raccontata da Giordane nel suo De origine actibusque Getarum.